# La momia (película de 1959)
La momia es una película de terror británica de 1959, dirigida por Terence Fisher y producida por Hammer Productions. Fue protagonizada por Christopher Lee y Peter Cushing.

## Trama
El año 1895, en Egipto, los arqueólogos John Banning (Peter Cushing), su padre Stephen (Felix Aylmer) y su tío Joseph Whemple (Raymond Huntley) encuentran la tumba de la princesa Ananka, sacerdotisa del dios Karnak. Dado que John tiene una pierna fracturada, no puede acompañar a su padre y tío cuando abren la tumba. Antes de entrar, un hombre egipcio llamado Mehemet Bey (George Pastell) les advierte los peligros que encierra aquel lugar. Stephen y Joseph lo ignoran y entran a la tumba, donde encuentran el sarcófago de Ananka. Mientras Jospeh le informa a John lo que hay dentro del lugar, Stephen encuentra el "papiro de la vida" dentro de la tumba. Tanto John como su tío oyen los gritos de Stephen, quien es posteriormente encontrado en un estado catatónico.
Tres años más tarde, de vuelta en Inglaterra, Stephen Banning se recupera de su estado catatónico en un hospital siquiátrico, y solicita hablar con su hijo. Stephen le dice que cuando estaba solo en la tumba de Ananka, leyó el manuscrito de la vida, lo cual provocó que cobrara vida el cuerpo momificado de Kharis (Christopher Lee), un sacerdote del dios Karnak. Kharis fue sepultado vivo como castigo por intentar revivir a la princesa Ananka, de quien estaba enamorado. Según el padre de John, la momia regresará para perseguir y matar a quienes profanaron la tumba de la princesa.
Mientras tanto, Mehemet Bey, quien también es un adorador del dios Karnak, viaja a Inglaterra bajo el alias Mehemet Akir para vengarse de los arqueólogos que entraron a la tumba. El egipcio contrata a dos personas para que lleven el cuerpo momificado de Kharis dentro de una caja hacia la casa que ha arrendado, pero la caja cae accidentalmente a un pantano, sin poder ser recuperada. Más tarde, utilizando el papiro de la vida, Mehemet revive a Kharis del pantano y le ordena que asesine a Stephen Banning. La noche siguiente al asesinato de Stephen, Kharis mata a Joseph Whemple por órdenes de Mehemet. John intenta evitarlo, pero la momia no se inmuta ante los disparos recibidos.
La investigación de los asesinatos es asignada al inspector Mulrooney (Eddie Byrne), quien debido a su escepticismo no cree la historia de John acerca de una momia que ha cobrado vida. El arqueólogo además le confiesa que cree ser la próxima víctima. Mientras investiga el caso, Mulrooney entrevista a un hombre que afirma haber visto a una momia caminar cerca del bosque. Mientras tanto, John descubre que su esposa Isobel (Yvonne Furneaux) tiene un gran parecido físico con la princesa Ananka. Esa noche, Kharis va a la casa de John para asesinarlo, pero cuando Isobel intenta detenerlo, la momia la ve y suelta a su marido.
Creyendo que Kharis mató a John, Mehemet Bey se prepara para regresar a Egipto. Sin embargo, John va a visitarlo a su casa, sospechando que es él quien controla a la momia. Luego que John se va, Mehemet Bey guía a Kharis hasta su casa para intentar matarlo. Mientras la momia ataca a su marido, Isobel la detiene nuevamente, aprovechando su parecido con Ananka. Cuando Mehemet le ordena a Kharis que la mate, la momia se rehúsa y asesina al egipcio. Tras esto, la momia secuestra a Isobel y la lleva al pantano. John, Mulrooney y otros policías siguen a la criatura hasta el pantano, donde Isobel le ordena que la suelte. Kharis obedece, y cuando la mujer se aleja, los policías disparan a la criatura, que se hunde en el pantano junto al papiro de la vida.

## Reparto
- Peter Cushing ... John Banning
- Christopher Lee ... Kharis
- Yvonne Furneaux ... Isobel Banning / Princesa Ananka
- Eddie Byrne ... Inspector Mulrooney
- Felix Aylmer ... 	Stephen Banning
- Raymond Huntley ... Joseph Whemple
- George Pastell ... Mehemet Bey
- George Woodbridge ... P.C. Blake
- Harold Goodwin ... Pat
- Denis Shaw ... Mike
- Willoughby Gray ... Dr. Reilly
- Michael Ripper ... Cazador